# نورمان ليس
نورمان ليس (بالإنجليزية: Norman Lees)‏ (18 نوفمبر 1948 في المملكة المتحدة - ) هو مدرب كرة قدم ولاعب كرة قدم بريطاني في مركز الدفاع. لعب مع نادي هارتلبول يونايتد وهال سيتي ووايت سيتي وودفيل ودارلينجتون إف سى.